# Allen Alvarado
Allen Alvarado, född 19 februari 1996 i Park Ridge, Illinois, är en före detta amerikansk barnskådespelare. 
Han bor i Park Ridge, Illinois, USA, där han även är född.
Alvarado har medverkat i TV-serien Flyg 29 saknas, men har också haft en roll i filmen On The Line och medverkat i ett antal reklamfilmer.
Redan i 4-årsåldern bestämde han sig för att bli skådespelare och började gå på auditions.